# Саут-Корнінг (Нью-Йорк)
Саут-Корнінг (англ. South Corning) — селище (англ. village) в США, в окрузі Стубен штату Нью-Йорк. Населення — 1108 осіб (2020).

## Географія
Саут-Корнінг розташований за координатами 42°7′34″ пн. ш. 77°2′8″ зх. д. / 42.12611° пн. ш. 77.03556° зх. д. (42.126182, -77.035560).  За даними Бюро перепису населення США в 2010 році селище мало площу 1,60 км², уся площа — суходіл.

## Демографія
Згідно з переписом 2010 року, у селищі мешкало 1145 осіб у 511 домогосподарстві у складі 291 родини. Густота населення становила 717 осіб/км².  Було 535 помешкань (335/км²).
Расовий склад населення:
| - 89,5 % — білих - 6,2 % — чорних або афроамериканців - 2,6 % — азіатів - 0,5 % — корінних американців |

До двох чи більше рас належало 1,1 %. Частка іспаномовних становила 1,0 % від усіх жителів.
За віковим діапазоном населення розподілялося таким чином: 19,2 % — особи молодші 18 років, 67,3 % — особи у віці 18—64 років, 13,5 % — особи у віці 65 років та старші. Медіана віку мешканця становила 40,8 року. На 100 осіб жіночої статі у селищі припадало 95,7 чоловіків;  на 100 жінок у віці від 18 років та старших — 96,4 чоловіків також старших 18 років.
Середній дохід на одне домашнє господарство  становив 59 836 доларів США (медіана — 54 875), а середній дохід на одну сім'ю — 73 776 доларів (медіана — 77 000). Медіана доходів становила 50 962 долари для чоловіків та 31 458 доларів для жінок. За межею бідності перебувало 7,8 % осіб, у тому числі 3,6 % дітей у віці до 18 років та 6,6 % осіб у віці 65 років та старших.
Цивільне працевлаштоване населення становило 544 особи. Основні галузі зайнятості: освіта, охорона здоров'я та соціальна допомога — 29,8 %, виробництво — 21,5 %, роздрібна торгівля — 10,5 %, мистецтво, розваги та відпочинок — 10,5 %.